# Syrrhopodon parasiticus
Syrrhopodon parasiticus là một loài rêu trong họ Calymperaceae. Loài này được Sw. ex Brid. Paris mô tả khoa học đầu tiên năm 1898.